# Боймичани
Боймичани (единствено число боймичанин, боймичанка, на гръцки: Αξιουπολίτες, аксиуполитес) са жителите на град Боймица, на гръцки Аксиуполи, Егейска Македония, Гърция. Това е списък на най-известните от тях.

## Родени в Боймица
А – Б – В – Г – Д –
Е – Ж – З – И – Й —
К – Л – М – Н – О —
П – Р – С – Т – У —
Ф – Х – Ц – Ч – Ш —
Щ – Ю – Я

### А
- Ангел Лятев, български революционер от ВМОРО[1]
- Андон Иванов Терзиев (? – 1905), български революционер от ВМОРО
- Антониос Каракехаяс (Αντώνιος Καρακεχαγιάς), гръцки андартски деец, четник[2]
- Апостол Петков Терзиев (Апостол войвода, 1869 – 1911), български хайдутин и революционер
- Атанасиос Гердзикис (Αθανάσιος Γερτζίκης), гръцки андартски деец, агент от втори ред[2]

### В
- Василиос Карагеоргиу (Βασίλειος Καραγεωργίου), гръцки андартски деец, четник[2]
- Васе Суми (? – 1906), български революционер, войвода на ВМОРО

### Г
- Георги Лятев, български революционер от ВМРО
- Георги Траянов Казанлиев, български революционер, деец на ВМОРО[3]

### Д
- поп Дельо Мичковски, български революционер, деец на ВМОРО[4]
- Димитриос Пенос (Δημήτριος Πένος), гръцки андартски деец, агент от трети ред, убит през 1907 година[2]
- Димитър (Митре) Танов Тумбанов, български революционер, деец на ВМОРО[5], четник на Аргир Манасиев[6]
- Димитър Фильов, български революционер, деец на ВМОРО[4]

### И
- Иван Лятев (? – 1905), български революционер, деец на ВМОРО, убит през април 1905 година край Кониково[5]
- Иван Петков Терзиев, български революционер, брат на Апостол войвода, деец на ВМОРО[4]
- Ичо Проичков, български революционер, деец на ВМОРО, ранен на 24 март 1901 година в Боймица, починал в Еди куле[5]
- Ичко Стоянов Семерджиев, български революционер, деец на ВМОРО[4]

### Й
- Йоанис Гусидис (Ιωάννης Γουσίδης), гръцки андартски деец, четник при Георги Богданцалията, след това ръководител на гръцките терористи в Гевгели[2]

### К
- Кирил Танев (1910 – 1996), български художник

### Л
- Лазар Христов Наков, български революционер, легален и нелегален деец на ВМРО, от 1931 година четник при гевгелийския войвода Стоян Мандалов, взел участие в атентата на жп линия Пърдейци и през 1932 година в сражението при Стояково

### М
- Мило Христов Караманов, български революционер, деец на ВМОРО[4]
- Мицо Матракулята, български революционер, деец на ВМОРО, убит на 24 март 1901 година в Боймица[5]

### Н
- Николаос Кулердас (Νικόλαος Κουλέρδας), гръцки андартски деец, помощник на Лукас Папалукас[2]

### П
- Панделис Савидис (р.1954), виден гръцки журналист
- Петко Танов Древенски, български революционер, деец на ВМОРО[4]

### С
- София Нику (Σοφία Νίκου), гръцка андартска деятелка, агент от втори ред[2]
- Софроний Йовещов, македоно-одрински опълченец, лазарет на МОО, щаб на МОО[7]
- Стоян Андонов Иванов (1889/1890/1891 – ?), македоно-одрински опълченец, четата на Ичко Димитров, четата на Павел Христов, Сборна партизанска рота на МОО, Първа рота на Петнадесета щипска дружина[8]

### Т
- Тано Петков Терзиев (? – 1901), български революционер, деец на ВМОРО, брат и четник на Апостол войвода, убит на 24 март 1901 година в Боймица[5]
- Танче Димитров, македоно-одрински опълченец, Сборна партизанска рота[9]

### Х
- Христо Алчинов, български революционер, деец на ВМОРО, убит край Църна река[5]
- Христос Коцидис (Χρήστος Κωτσίδης), гръцки андартски деец, агент от трети ред[2]
- Христо Митрев Тадов, български революционер, деец на ВМОРО[4]
- Христо Петков Танов, български революционер, деец на ВМОРО,[4] умрял преди 1918 г.[10]

## Починали в Боймица
- Атанас Николов Тодев (? – 1901), български учител и революционер от Мачуково, деец на ВМОРО, убит в Боймица на 24 март 1901 година[11]
- Димитър Чавдаров Даскала (? – 1901), български революционер, деец на ВМОРО, убит на 24 март 1901 година в Боймица[5]
- Мицо Матракулята, български революционер, деец на ВМОРО, убит на 24 март 1901 година в Боймица[5]